# بابلو سانز (لاعب كرة قدم)
بابلو سانز (بالإسبانية: Pablo Sanz Iniesta)‏ هو لاعب كرة قدم إسباني في مركز الوسط، ولد في 30 أغسطس 1973 في برشلونة في إسبانيا. لعب مع رايو فايكانو ونادي برشلونة.

## وصلات خارجية
- بابلو سانز على موقع قاعدة بيانات كرة القدم.إي يو (الإنجليزية)
- بابلو سانز على موقع Soccerway.com (الإنجليزية)
- بابلو سانز على موقع عالم كرة القدم.نت (الإنجليزية)